# 아이엠 (음악 그룹)
아이엠은 대한민국의 전 보이그룹이다. 2017년 디지털 싱글 앨범 [미치겠어]로 데뷔했다.

## 방송
- 뮤직뱅크 (2017)
- 아이돌 리부팅 프로젝트 더 유닛 (2017)

## 음반
- SAD STORY (2017)